# The Flirting Husband
The Flirting Husband er en amerikansk stumfilm fra 1912 af Mack Sennett.

## Medvirkende
- Mabel Normand som Mrs. Smith.
- Ford Sterling som Mr. Smith.
- Fred Mace som Fred Mace.
- Mack Sennett som Mack Sennett.